# ساتوشی میورا
ساتوشی میورا (به ژاپنی: 三浦惺) (زاده ۳ آوریل ۱۹۴۴) کارآفرین، بازرگان و مدیر ارشد اجرایی ژاپنی است، که در حال حاضر به‌عنوان رئیس هیئت مدیره شرکت نیپون تلگراف اند تلفن فعالیت می‌نماید.